# 尼古拉·杨松
尼古拉·杨松（俄语： 1882年11月24日—1938年6月20日）爱沙尼亚革命家，苏联政治家，生于沙皇俄国圣彼得堡，1929年担任俄罗斯苏维埃联邦社会主义共和国司法人民委员，1931年担任水运人民委员，1938年6月20日被处决。